# Университет Гаджа Мада
Университе́т Га́джа Ма́да (индон. Universitas Gadjah Mada) — старейший государственный университет Индонезии.

## История создания
Осн. в 1949 г. в Джокьякарте (распоряжение No. 23 правительства Индонезии от 16 декабря 1949 г.). Назван в честь политического и военного деятеля Гаджа Мады периода Маджапахита.
Первоначально имел шесть факультетов: (1) медицинский, стоматологический, фармацевтический; (2) юридических, социальных и политических наук; (3) инженерный; (4) гуманитарных наук, педагогический, философский; (5) сельскохозяйственный; (6) ветеринарный. В период с 1952 по 1972 гг. факультет юридических, социальных и политических наук был разбит на два факультета: сурабайский филиал факультета юридических, социальных и политических наук и факультет образования и подготовки учителей, интегрированный в Педагогический институт Джокьякарты.

## Факультеты и научные центры
18 факультетов: экономический, философский, юридический, географический, биологический, медицинский, фармацевтический, математический, химический, стоматологический, ветеринарный, сельскохозяйственный, животноводческий, лесоводческий, психологический, социально-политический, инженерный, культурологический.
27 исследовательских центров. Предлагаются 68 программ бакалавриата, 23 программы дипломов специалистов, 104 программы магистратуры и 43 программы докторантуры.

## Международное сотрудничество

На международной конференции в Университете Гаджа Мада в сентябре 2016 г. В центре известный индонезийский поэт Абдул Хади Виджи Мутхари

Поддерживает активные связи с национальными, региональными, международными вузами и научными центрами, в том числе США, Японии, Голландии, ФРГ, стран ACEAH. Участвует в реализации отдельных научных и учебных программ в рамках АCEAH и других региональных организаций Юго-Восточной Азии. Имеет меморандум о взаимопонимании и соглашение о сотрудничестве с Российским университетом дружбы народов (2017) и ИСАА МГУ им. М.В. Ломоносова (2017).

## Преподаватели и студенты
Число преподавателей — 4 445, в том числе 659 зарубежных. Число местных студентов — 38310, иностранных — 652.

## Студенческий городок
На территории студенческого городка, который занимает 357 га в северном пригороде Джокьякарты Булаксумуре, расположены мечеть на 10 тыс. человек, библиотека, спортивный центр, стадион, теннисный корт, баскетбольные площадки.

## Рейтинг
В 2009 году университет занял 250-е место во всемирном рейтинге университетов, составленном газетой «Times».
В рейтинге QS World University Rankings находится на 391 месте (2018).

## Ректоры университета
- Сарджито, М. (1949—1961)
- Херман Джоханнес (1961—1966)
- М. Назир Алви (1966—1967)
- Супойо Падмодипутро (1967—1968)
- Суросо Правирохарджо (1968—1973)
- Сукаджи Ранувихарджо (1973—1981)
- Якоб, Теуку (1981—1986)
- Куснади Харджосумантри (1986—1990)
- Мохамад Аднан (1990—1994)
- Суканто Х. Рексохадипродо (1994—1998)
- Ихласул Амал (1998—2003)
- Софиан Эффенди (2003—2007)
- Суджарвади (2007—2012)[3]
- Пратикно (2012—2014)
- Дви Корита Карнавати (2014—2017)
- Панут Мульоно (2017-)

## Почётные доктора
- Сукарно
- М. Хатта
- Ки Хаджар Деванторо

## Известные преподаватели
- Али Састроамиджойо

## Известные выпускники
- Абдул Хади Виджи Мутхари
- Басведан, Анис
- Будионо
- Дарманто Ятман
- Джоко Видодо — президент Индонезии
- Джоко Дамоно, Сапарди
- Марсуди, Ретно
- Махфуд, Мохаммад
- Мохамад Вахид Суприяди
- Пратикно
- Путу Виджая
- Раис, Амин
- Рендра, Виллибрордус
- Рой Сурьо
- Субагио Састровардойо
- Субхан ЗЭ
- Супари, Сити Фадила
- Фри Хати
- Хаменгкубувоно X
- Харахап, Бурхануддин